# کنفرانس وانزه

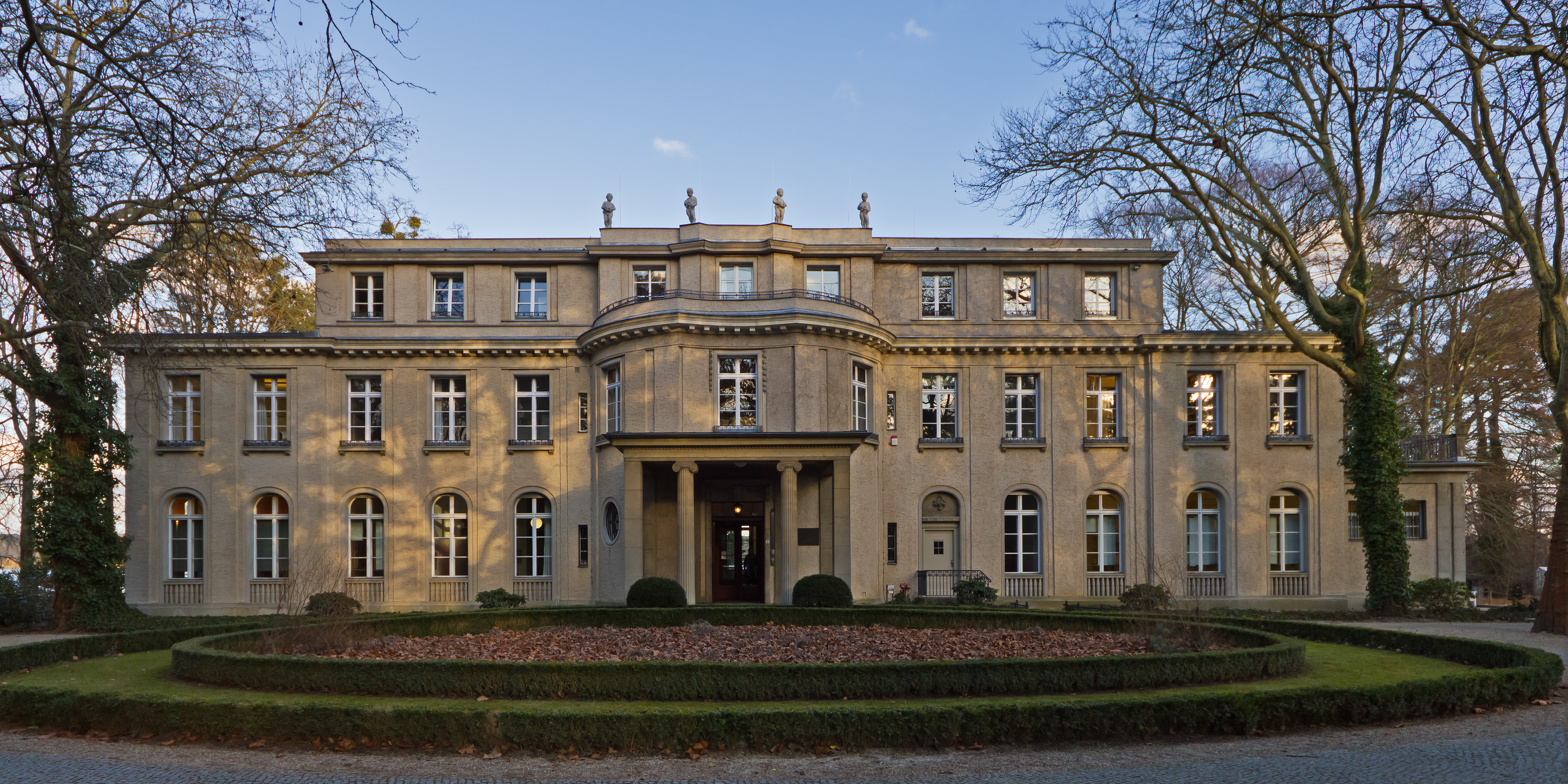
محل برگزاری کنفرانس وانزه که اکنون به موزه تبدیل شده‌است.

کنفرانس وانزه (آلمانی: Wannseekonferenz) جلسه‌ای بود که میان مقامات دولت آلمان نازی و رهبران اس‌اس در ۲۰ ژانویه ۱۹۴۲ در ویلایی در وانزه در حومه برلین برگزار شد. هدف از این جلسه، که به دعوت راینهارد هایدریش رئیس اداره اصلی امنیت رایش برگزار شده بود، اطمینان از وجود یک همکاری مشترک میان رهبران بخش‌های مختلف دولت در نیل به اهداف برنامه راه حل نهایی بود که بر طبق آن قرار بود اکثریت یهودیان اروپای تحت اشغال آلمان نازی به لهستان فرستاده شده و در آنجا کشته شوند. شرکت‌کنندگان در این جلسه به نمایندگی از وزارتخانه‌های مختلف، از جمله وزارت کشور، دادگستری، خارجه و اس‌اس بودند. در این جلسه بود که هایدریش طرح کلی چگونگی انتقال یهودیان اروپا به اردوگاه‌های مرگ در لهستان را ارائه کرد.
یک کپی از پروتکل این جلسه در مارس ۱۹۴۷ توسط روبرت کمپنر وکیل آلمانی یافت شد که در دادگاه‌های نورنبرگ به عنوان سند مشارکت شرکت‌کنندگان این جلسه در هولوکاست، مورد استفاده قرار گرفت.